# Янг, Джек
Джек Янг (англ. Jack Young; род. 26 июня 1954, Балтимор, Мэриленд) — американский государственный и политический деятель. В 1996 году был избран в городской совет Балтимора, представляя второй избирательный округ города. В 2010 году стал председателем городского совета Балтимора после того, как Стефани Роулингс-Блейк заняла должность мэра, сменив на этом посту Шейлу Диксон. 2 апреля 2019 года был назначен исполняющим обязанности мэра во время отпуска Кэтрин Пью. После её отставки 2 мая 2019 года Джек Янг был назначен мэром города. В октябре 2019 года объявил, что планирует выдвинуть свою кандидатуру на должность мэра на выборах 2020 года. Проиграл праймериз Демократической партии, несмотря на то, что собрал больше денег, чем другие кандидаты. Брэндон Скотт выиграл праймериз на должность мэра для участия во всеобщих выборах 2020 года, на которых впоследствии победил.

## Биография
Работал в кафетерии и почтовом отделении в Госпитале Джонса Хопкинса, а затем присоединился к радиологическому отделению в должности клерка, а затем администратора, помогая оцифровывать архивы. К концу 1980-х начал проводить вечера и выходные, работая в штате члена городского совета Балтимора Мэри Пэт Кларк. С 2007 по 2010 год был менеджером в департаменте кадров Мэриленда. Был членом Совета действий сообщества исторического Востока Балтимора с 1995 года и соучредителем Фонда развития Бродвея.
Вызвал споры в 2009 году, когда сказал, что «необходимо потребовать, чтобы все высокопоставленные люди жили в городе», имея в виду отчет Baltimore Examiner о том, что большинство начальников полиции Балтимора не живут в городе. 1 февраля 2010 года Джейн Миллер из WBAL-TV сообщила, что Джек Янг сам владел домом в округе Харфорд, в отношении которого подписал письменные данные, в которых указывалось, что этот дом был его основным местом жительства. Джек Янг сказал, что дом в округе Харфорд служил ему летним домом, пока он не продал его в 2005 году.
В феврале 2010 года член городского совета Джек Янг был единогласно назначен на должность председателя городского совета, после того, как бывший председатель Стефани Ролингс-Блейк была приведена к присяге в должности мэра Балтимора, после отставки бывшего мэра Шейлы Диксон.
2 апреля 2019 года был назначен исполняющим обязанности мэра, когда Кэтрин Пью отправилась в бессрочный отпуск, чтобы вылечиться от пневмонии. Этот отпуск совпал со скандалом из-за сделки Кэтрин Пью по продаже книг. 2 мая 2019 года она подала в отставку и Джек Янг стал мэром города.
В июле 2019 года заявил, что Балтимор не будет помогать агентам Иммиграционной и таможенной полиции США в иммиграционных рейдах. Он сказал, что иммигранты, которые называют Балтимор своим домом, не должны жить в страхе перед разлучением семей и депортацией, и будет продолжать делать все, что в его силах, чтобы все жители города, включая иммигрантов, чувствовали себя в безопасности и желанными гостями.
После первой даты отчета о финансировании кампании в середине января 2020 года Джек Янг стал первым среди кандидатов с суммой наличных денег в размере 960 000 долларов США, Тиру Виннараджа сообщил, что у него в наличии около 840 000 долларов США, у Брэндона Скотта было около 430 000 долларов США, а Шейла Диксон собрала 100 000 долларов.